# Antonio Boroni
Antonio Boroni (nebo Borroni, Buroni, Burroni, Baroni) (1738? Řím – 21. prosince 1792 tamtéž) byl italský hudební skladatel.

## Život
Základy hudebního vzdělání získal u slavného hudebního teoretika a skladatele Padre Martiniho v Bologni. Od roku 1757 studoval na neapolské konzervatoři Conservatorio della Pietà dei Turchini. Jeho učiteli byli Lorenzo Fago a Girolamo Abos. Jako operní skladatel debutoval v roce 1761 v Senigallii s operou Demofoonte na libreto Pietra Metastasia. Od roku 1763 do roku 1766 působil v Benátkách, kde uvedl šest oper. Následující dva roky strávil v Praze. Ve zdejším divadle v Kotcích měly premiéru opery Artaserse a Didone.
Roku 1769 se vrátil do Benátek, ale hned následujícího roku se stal kapelníkem ve Stuttgartu. Tam působil až do roku 1777. Dne 21. března 1778 byl jmenován sbormistrem baziliky svatého Petra a od roku 1790 také v papežské koleji Pontificium Collegium Germanicum et Hungaricum de Urbe.
Kromě mnoha oper komponoval koncerty, symfonie, jednotlivé mše a další chrámovou hudbu. Mezi jeho žáky vynikl Muzio Clementi, který byl Boroniho příbuzným.

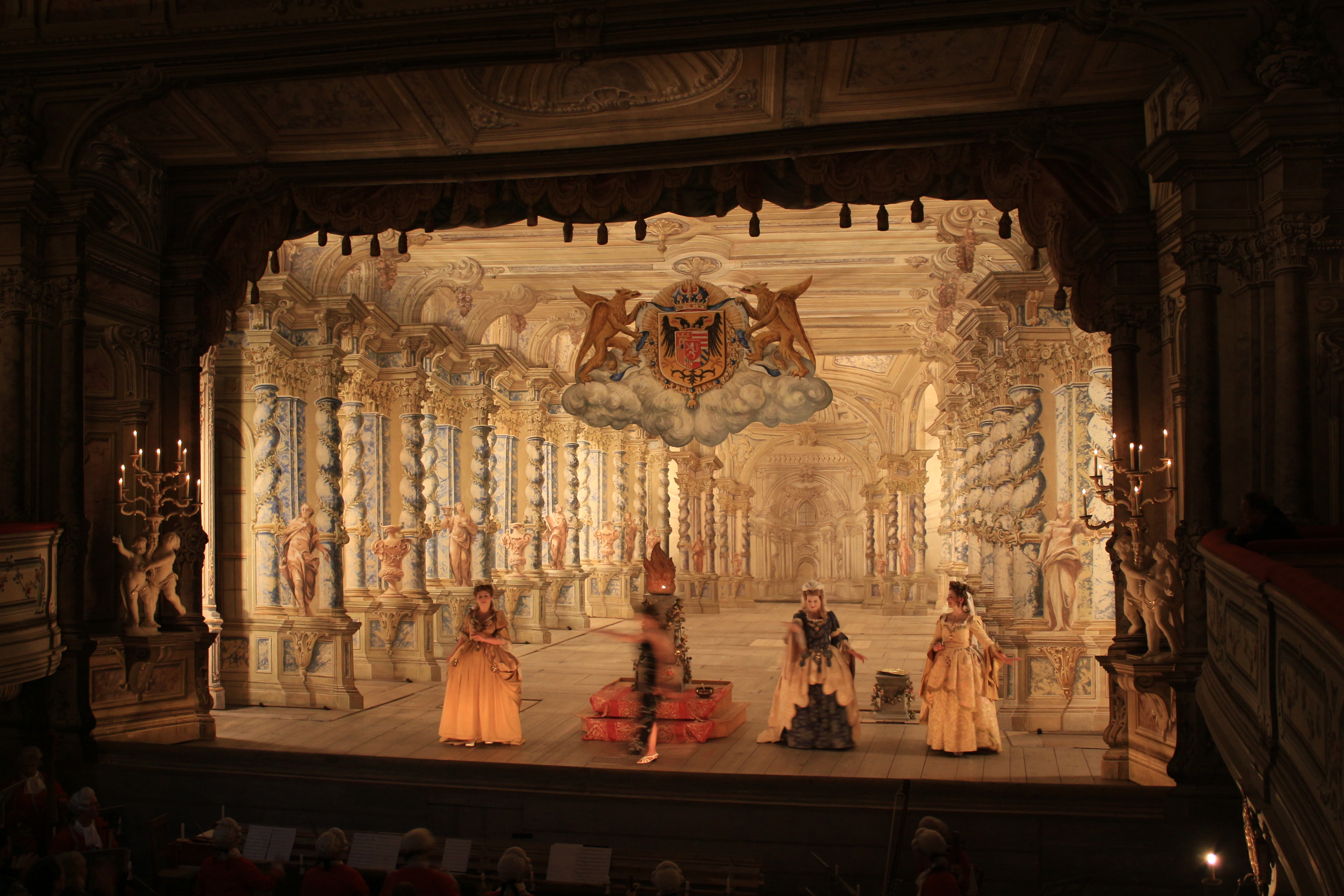
Zámecké barokní divadlo v Českém Krumlově.

13. června 2015 se v Praze konala muzikologická konference na téma Antonio Boroni a jeho dramma giocoso L’amore in musica. Tato opera byla také při této příležitosti uvedena, nejen v Praze, ale i na festivalu barokních umění v Českém Krumlově.

## Dílo

### Opery
- Demofoonte, opera seria (Pietro Metastasio, 1761 Sinigallia)
- La moda, opera buffa (C. Cipretti, 1761 Turín, rev. 1769 Benátky)
- L'amore in musica, opera buffa (F. Griselini, 1763 Benátky, Teatro San Moisè, v roce 1765 ji provedla společnost Giuseppa Bustelliho v Praze a Karlových Varech)
- La pupilla rapita, opera buffa (1763 Benátky, Teatro San Moisè, spoluautor S. Laurenti
- Sofonisba, opera seria (M. Verazzi, 1764 Benátky, Teatro Goldoni)
- Siroe re di Persia, opera seria (Metastasio, 1764 Benátky, Teatro Goldoni)
- Le villeggiatrici ridicole, opera buffa (A. G. Bianchi, 1765 Benátky, Teatro San Cassiano)
- La notte critica, opera buffa (Carlo Goldoni, 1766 Benátky Teatro San Cassiano)
- Artaserse, opera seria (Metastasio, 1767 Praha, Divadlo v Kotcích)
- Didone, dramma serio per musica (Metastasio, 1768 Praha, Divadlo v Kotcích), Novodobá premiéra Praha, Letní refektář Strahovského kláštera, 10. června 2017, poloscénické provedení, reprízy: Český Krumlov, barokní zámecké divadlo, 15. - 17. září 2017[1]
- Il carnovale, opera buffa (Pietro Chiari, 1769 Drážďany)
- Le orfane svizzere, opera buffa (Chiari, 1770 Benátky, Teatro San Moisè)
- Le contadine furlane, opera buffa (Chiari, 1771 Benátky, Teatro San Moisè)
- La gara de' numi nel tempio d'Apollo (1772 Stuttgart)
- L'Amour fraternel, opéra comique (1774-1775 Stuttgart)
- Le Déserteur, opéra comique (1774-1775 Stuttgart)
- Zémire et Azor, opéra comique (1774-1775 Stuttgart)
- L'isola disabitata, serenata (Metastasio, 1775 patrně Stuttgart)
- L'orfana perseguitata, opera buffa (Chiari, 1777 Vídeň)
- Enea nel Lazio, opera seria (V. A. Cigna-Santi, 1778 Řím)

### Vokální hudba
- L´unzione del reale profeta Davide, azione sacra (Carlo Goldoni, 1760 Benátky)
- Credidi, žalm pro 8 hlasů a orchestr (1778)
- Les dieux au concours dans le temple d'Apollon, kantáta (1772)
- Cantata per la nascita del figlio di Luigi XVI (text Vincenzo Monti, 1782)

### Instrumentální hudba
- Le temple de la bienfaisance, balet (1775)
- Koncert pro flétnu, dvoje housle, violu, kontrabas, 2 hoboje a dva lesní rohy
- Sinfonia D-dur (1763)
- Sinfonia pro dvoje housle, violu, 2 hoboje a dva lesní rohy (1772)
- Nel teatro d´Argentina L´anno 1778 Overtura del Sig’ Buroni (patrně hudba z opery Enea nel Lazio)